# Mielikki
Mielikki est la déesse des forêts et de la chasse dans la mythologie finnoise. Elle est mentionnée dans divers récits comme la femme ou la belle-fille de Tapio et la mère de Nyyrikki et de Tuulikki. Elle aurait joué un rôle central dans la création de l'ours.
Dans le Kalevala, l'épopée nationale finlandaise basée sur le folklore carélien, le héros Lemminkäinen lui offre ainsi qu'à son fils Tapio, des prières, de l'or et de l'argent pour capturer l'élan d'Hiisi, animal maléfique du folklore finnois. Dans un autre passage, Mielikki est invitée à protéger le bétail qui paît dans la forêt. Dans un pays où la forêt est centrale car elle abrite les animaux qui sont chassés, elle permet la cueillette et le pâturage du bétail, il est jugé très important de s'assurer de bonnes relations avec la déesse des forêts. Elle reçoit également les prières de ceux qui chassent le petit gibier et de ceux qui cueillent des champignons et des baies.
Mielikki est une guérisseuse habile qui guérit les pattes des animaux qui ont échappé aux pièges, aide les poussins qui sont tombés de leurs nids et soigne les plaies des tétras des bois après leurs parades nuptiales. Elle a la connaissance des herbes médicinales et aide aussi les humains s'ils savent communiquer avec elle en formulant correctement leur demande. Son nom est dérivé du vieux mot finlandais mielu qui signifie chance.
Le Mielikki Mons, une montagne sur la planète Vénus, porte son nom.